# Jo Meynen

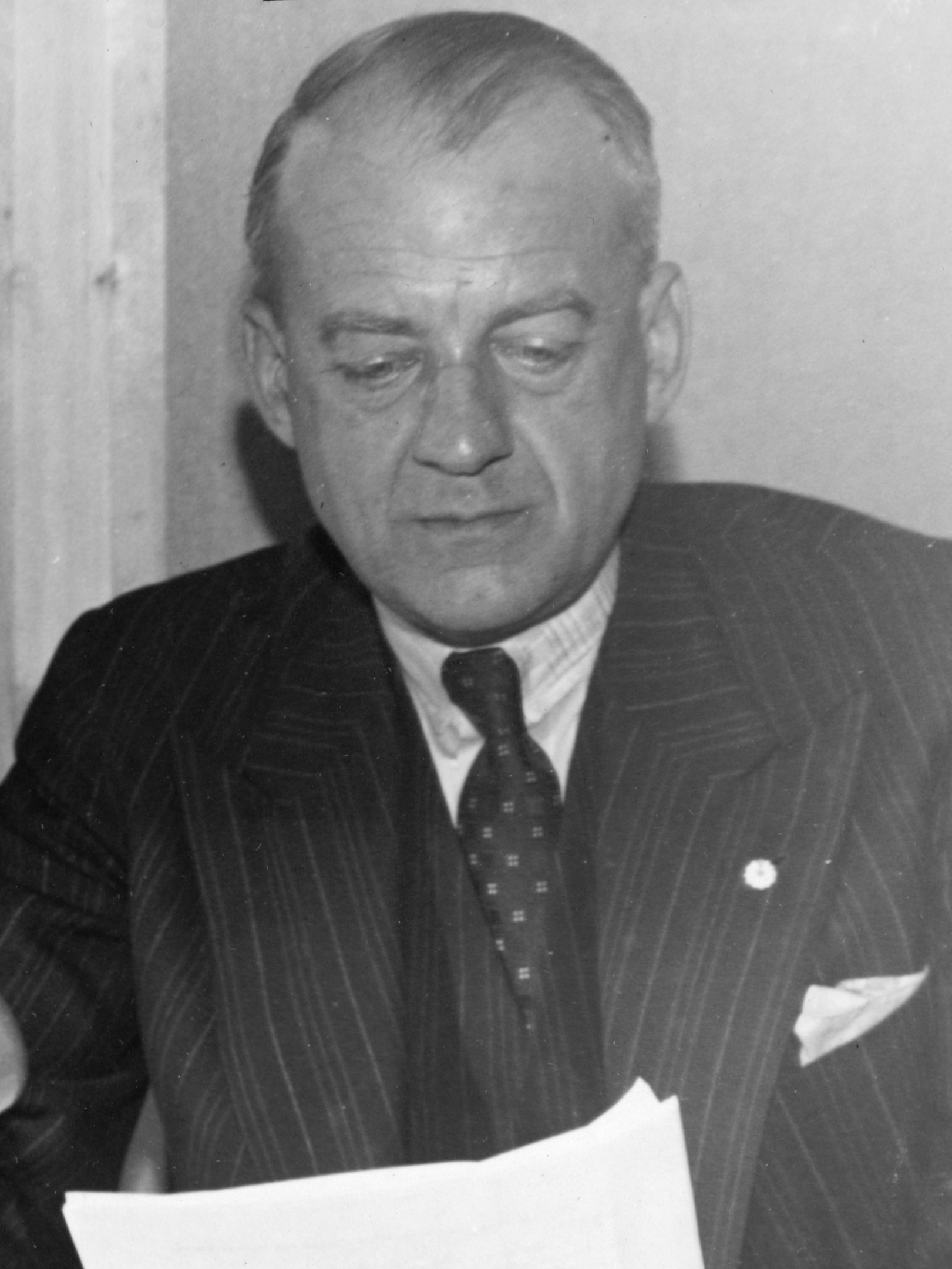
Jo Meynen (1945)

Johannes „Jo“ Meynen (* 13. April 1901 in Winsum, Provinz Friesland; † 13. Februar 1980 in Velp, Provinz Gelderland) war ein niederländischer Unternehmer, Wirtschaftsmanager und Politiker der Anti-Revolutionaire Partij (ARP), der zunächst Generalsekretär des Kriegsministeriums sowie zwischen 1945 und 1946 selbst Kriegsminister im Kabinett Schermerhorn/Drees von Ministerpräsident Willem Schermerhorn und damit einziger Minister seiner Partei in dieser Regierung war. Als Kriegsminister war er verantwortlich für die Entsendung von Verbänden der Streitkräfte nach Niederländisch-Indien. Nach seinem Ausscheiden aus der Regierung war er in der Wirtschaft tätig und mehrere Jahre Vorstandsvorsitzender des Kunstfaserherstellers Algemeene Kunstzijde Unie N.V. (AKU).

## Leben

### Studium, Reserveoffizier und Zweiter Weltkrieg
Meynen, Sohn eines Prädikanten, besuchte von 1913 bis Juli 1920 das öffentliche Gymnasium in Dordrecht und begann anschließend 1920 ein Studium im Fach Recht der Niederlande an der Freien Universität Amsterdam, das er im März 1926 abschloss. Zugleich absolvierte er zwischen Juli 1920 und 1925 auch eine Ausbildung zum Reserveoffizier an der Reserveoffiziersschule der Infanterie SROI (School voor Reserve-Officieren Infanterie), die er 1925 als Unterleutnant abschloss. Daneben engagierte er sich zwischen 1924 und 1925 als Rektor des Studentenkorps der Freien Universität Amsterdam.
Seine berufliche Tätigkeit begann Meynen 1927 als Vize-Sekretär der Industrie- und Handelskammer (Kamer van Koophandel en Fabrieken) von Arnhem sowie Umgebung und fungierte danach zwischen 1928 und 1930 als Leiter der Verkaufsabteilung des Europabüros des Chemie- und Munitionsherstellers Hercules Powder Company, ehe er zwischen 1930 und 1940 stellvertretender Geschäftsführer des Europabüros der Hercules Powder Company war. Im Januar 1931 wurde er zudem zum Oberleutnant der Reserve befördert. Nach Beendigung seiner Tätigkeit bei der Hercules Powder Company war er zwischen 1940 und 1944 als Direktor der Gruppe der Glühlampenfabriken der Koninklijke Philips N. V. und gehörte anschließend von 1944 bis 1945 als Major der Reserve zum Stab des Befehlshabers der Streitkräfte.

### Kriegsminister und Wirtschaftsmanager
Nach dem Ende der deutschen Besetzung wurde Meynen kurz vor Ende des Zweiten Weltkrieges im April 1945 kommissarischer Generalsekretär des Kriegsministeriums. Im Anschluss wurde er am 25. Juni 1945 von Ministerpräsident Willem Schermerhorn in das Kabinett Schermerhorn/Drees berufen und bekleidete in diesem bis zum 3. Juli 1946 das Amt des Kriegsministers (Minister van Oorlog). Er war einziger Minister der Anti-Revolutionaire Partij (ARP) in dieser Regierung und maßgeblich verantwortlich für die Entsendung von Verbänden der Streitkräfte nach Niederländisch-Indien. Nach seinem Ausscheiden aus der Regierung wurde Meynen am 17. September 1946 das Ritterkreuz des Orden vom Niederländischen Löwen verliehen.
Nach seinem Ausscheiden aus der Regierung kehrte Meynen in die Wirtschaft zurück und war zunächst zwischen dem 7. Oktober 1946 und 1948 Vize-Vorstandsvorsitzender sowie anschließend von 1948 bis zum 1. Mai 1960 Vorstandsvorsitzender des Kunstfaserherstellers Algemeene Kunstzijde Unie N.V. (AKU). 1949 engagierte er sich parteipolitisch zudem als Beratendes Mitglied im Zentralkomitee der Wahlkreisvereinigungen der ARP. Daraufhin war er vom 1. Mai 1960 bis 1. Juni 1962 kommissarischer Vorstandsvorsitzender und im Anschluss zwischen dem 1. Juni 1962 und dem 1. Juni 1966 abermals Vorstandsvorsitzender der AKU. Zuletzt fungierte er vom 1. Juni 1966 bis zum 1. Mai 1971 als Vize-Vorstandsvorsitzender der AKU, die nach der Fusion mit der Koninklijke Zwanenberg Organon (KZO) 1969 den neuen Namen AKZO trug.
Für seine Verdienste in der niederländischen Wirtschaft wurde Meynen außerdem am 11. Mai 1966 zum Kommandeur des Orden von Oranien-Nassau ernannt.
Aus seiner am 23. September 1930 in Arnhem geschlossenen Ehe mit Nelia Laura „Nelly“ Westerhuis gingen zwei Söhne und drei Töchter hervor.